# Шведские ворота
Шве́дские воро́та (латыш. Zviedru vārti, швед. Svenskporten) — памятник культуры, архитектурный комплекс на улице Торня в городе Риге (Латвия).

## История
В начале XVII века активно застраивается жилыми домами участок вдоль городской стены в районе сегодняшней улицы Торня. К новостройкам было необходимо оборудовать закрываемый проезд. С этой целью в 1698 году, во времена шведского владычества, в стене жилого дома были пробиты новые городские ворота, единственные из сохранившихся в первозданном виде до наших дней.
В этом районе некогда находилась оборонительная башня Юргена (иногда в русских источниках называемая Юрьевской), нижняя часть этой полукруглой высокой башни позднее оказалась встроена в соседний с воротами дом № 11.
В 1926 году Шведские ворота были сняты в аренду у города Обществом архитекторов Латвии, и дом был перестроен соответственно своему новому назначению.

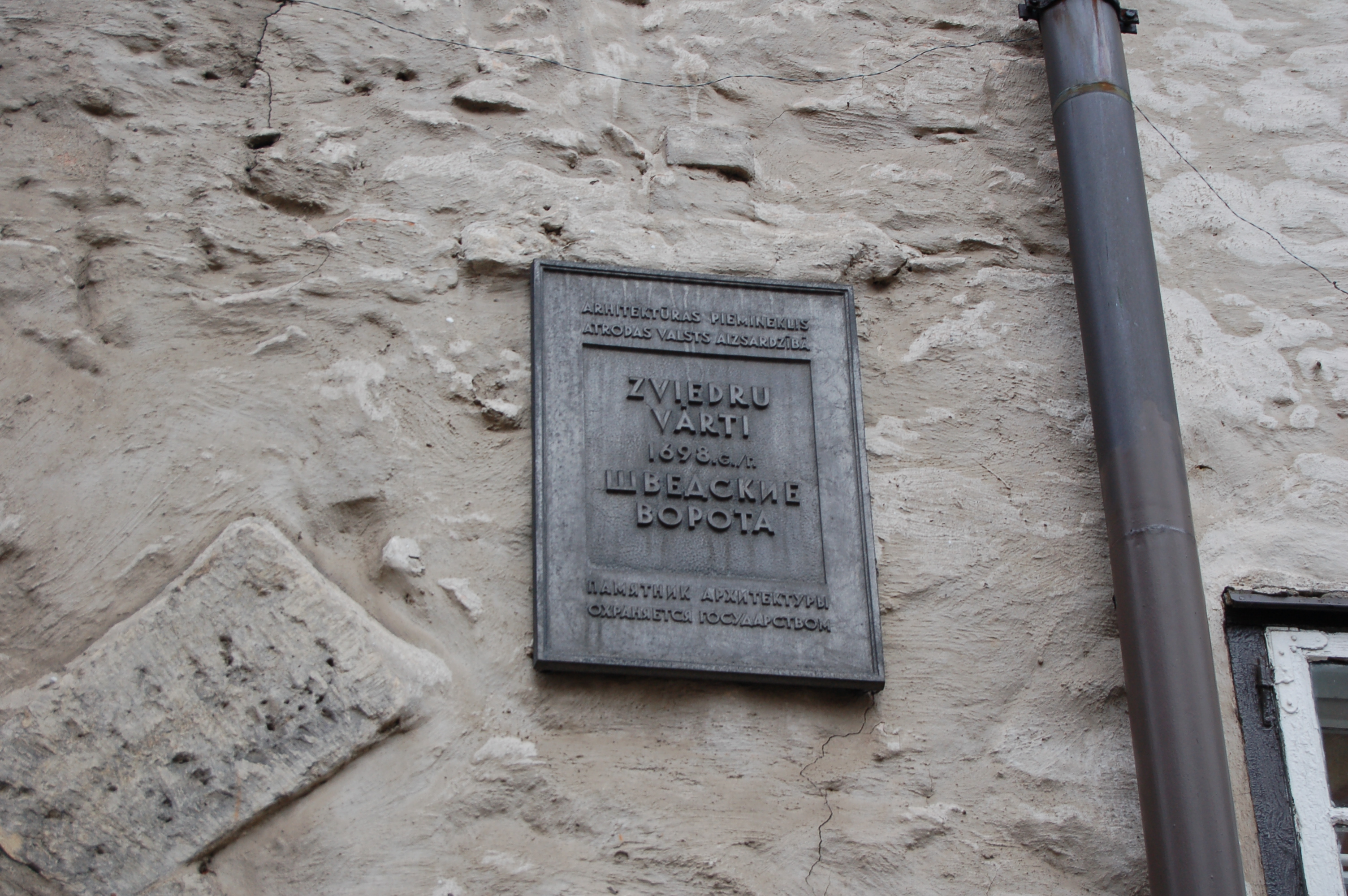

После реконструкции здания приобрели вид, аутентичный времени появления этого памятника архитектуры. Фронтону, порталам, консолям с масками были приданы характерные барочные черты. Два дома (позднее и третий) составили архитектурный комплекс, в котором сегодня располагается Союз архитекторов Латвии, действуют библиотека и студия.
Интерьеры в 1926—1928 годах приведены в соответствие с общей застройкой по проекту архитектора А. И. Трофимова. Установлены кафельные печи XVII—XVIII веков, воссозданы плафоны в стилях барокко и классицизма.
Весь комплекс сегодняшний вид приобрёл после двух реконструкций: 1953—1956 годов, по проекту А. А. Рейнфелдса, когда он был расширен (после сноса) новой застройкой дома № 13 и реконструкции с последующим присоединением дома № 15 в 1986—1987 годах.